# Прасліти
Прасліти (пол. Praslity, нім. Altkirch) — село в Польщі, у гміні Добре Място Ольштинського повіту Вармінсько-Мазурського воєводства.
Населення — 306 осіб (2011).
У 1975-1998 роках село належало до Ольштинського воєводства.

## Демографія
Демографічна структура станом на 31 березня 2011 року:
|          | Загалом | Допрацездатний вік | Працездатний вік | Постпрацездатний вік |
| -------- | ------- | ------------------ | ---------------- | -------------------- |
| Чоловіки | 155     | 25                 | 116              | 14                   |
| Жінки    | 151     | 34                 | 83               | 34                   |
| Разом    | 306     | 59                 | 199              | 48                   |